# Phymorhynchus
Phymorhynchus é um gênero de gastrópodes pertencente a família Raphitomidae.

## Espécies
- †Phymorhynchus agina (Olsson, 1942)
- Phymorhynchus alberti (Dautzenberg & Fischer, 1906)[2]
- Phymorhynchus buccinoides Okutani, Fujikura & Sasaki, 1993[3]
- Phymorhynchus carinatus Waren & Bouchet, 2001[4]
- Phymorhynchus castaneus (Dall, 1896)[5]
- Phymorhynchus chevreuxi (Dautzenberg & Fischer, 1897)[6]
- Phymorhynchus cingulatus (Dall, 1890)[7]
- Phymorhynchus cingulatus Warén & Bouchet, 2009: homônimo secundário de Phymorhynchus cingulatus (Dall, 1890)
- Phymorhynchus clarinda (Dall, 1908)[8]
- Phymorhynchus coseli Warén & Bouchet, 2009[9]
- Phymorhynchus hyfifluxi Beck, L., 1996[10]
- Phymorhynchus major Waren & Bouchet, 2001[11]
- Phymorhynchus moskalevi Sysoev & Kantor, 1995[12]
- Phymorhynchus oculatus Zhang, S-Q. & Zhang, S-P. 2017
- Phymorhynchus ovatus Warén & Bouchet, 2001[13]
- Phymorhynchus speciosus Olsson, 1971[14]
- Phymorhynchus starmeri Okutani & Ohta, 1993[15]
- Phymorhynchus sulciferus (Bush, 1893)[16]
- Phymorhynchus turris Okutani & Iwasaki, 2003[17]
- Phymorhynchus wareni Sysoev & Kantor, 1995[18]
- Phymorhynchus n. sp. “CIR”[19]
- Phymorhynchus n. sp. “SWIR”[19]

Espécies trazidas para a sinonímia
- Phymorhynchus argeta (Dall, 1908): sinônimo de Xanthodaphne argeta (Dall, 1890)
- Phymorhynchus oceanica (Dall, 1908): sinônimo de Cryptomella oceanica (Dall, 1908)
- Phymorhynchus oceanicus (Dall, 1908): sinônimo de Cryptomella oceanica (Dall, 1908)
- Phymorhynchus tenuis Okutani, 1966: sinônimo de Pararetifusus tenuis (Okutani, 1966) (combinação original)

Uma nova espécie descrita por Warén & Bouchet em 2009 sob o nome Phymorhynchus cingulata em infiltrações de metano em águas profundas do rio Congo é um homônimo secundário. Ele será descrito com um nome diferente no futuro.